# Sente (Fluss)
Der Sente, ein Fluss an der Grenze zwischen italienischen Regionen Abruzzen und Molise, entspringt westlich von Castiglione Messer Marino am Colle dei Soldati auf 1167 m s.l.m. und mündet als linker Nebenfluss in den Trigno. Er ist die natürliche Grenze zwischen den Abruzzen und Molise sowie zwischen den Gemeinden Poggio Sannita (Provinz Isernia) und Schiavi di Abruzzo (Provinz Chieti).